# Жене за мир
Удружење „Жене за мир“ је добровољно, невладино и непрофитно удружење са седиштем у Лесковцу основано на неодређено време ради остваривања циљева у области борбе за права жена.

## Историјат
Удружење „Жене за мир“ је основано на Оснивачкој скупштини, на седници одржаној, дана 04.02.2007 године у Лесковцу ради оснаживања жена које су претрпеле различите врсте насиља. У оснивању удружења Жене за мир, учествовало је 17 жена, које су своје знање, образовање, вештине и едукације стицале од 1994. године кроз рад других удружења и организација цивилног друштва на територији Јабланичког округа.
Оснивачице: Љиљана Нешић, Марина Стефановић Момчиловић, Ивана Станковић, Гордана Стоилковић, Маја Јовановић, Марија Пејковић, Мирјана Мијајловић, Дубравка Стојановић, Јелена Цакић, Ивана Ристић, Драгана Стојановић, Љиљана Стојановић, Невена Костић, Марина Љубисављевић,Тања Аризановић, Милка Росић, Светлана Филиповић.

## Тренутно чланство
Тренутно чланство удружења Жене за мир чине 10 жена: Љиљана Нешић, Душанка Стојковић, Марија Трајковић, Бранка Илић, Оливера Јовић, Снежана Марковић, Милка Росић, Јелена Живковић, Даница Нешић, Ивана Миљковић.
Управни одбор чини пет жена: Љиљана Нешић, Душанка Стојковић, Марија Трајковић, Слађана Миладиновић, Бранка Илић. Законска заступница удружења је Љиљана Нешић као и председница Управног одбора.
Заменица законске заступнице је Марија Трајковић.

## Значајна признања
Удружење „ Жене за мир" је веома препознатљива организација у окружењу у којем делује и ради. Потпредседница организације је у 2017. години у анкети која је спроведена у Лесковцу изгласана је у 10 најзначајнијих жена града Лесковца. (Љиљана Нешић) 
2022. године Удружење „Жене за мир“ добија признање од компаније CompanyWall d.o.o. за једну од најпоузданијих организација на тржишту што подразумева високе економске критеријуме и поуздане стандарде пословања.
2022. године БеФем је доделио 17 признања за феминистичку борбу која је обележила годину која је претходила. „Жене за мир“ такође добијају признање од БeФем-а и уручена им је медаља „ За отпор и слободарске политике у локалним заједницама“.

## Партнери и сарадници удружења
Удружење „ Жене за мир“ је део мреже „Мрежа жене против насиља“ (глобална, светска кампања која пружа подршку женама), затим мрежа „ Жене у црном“ Мрежа „ Резолуција 1325“ и коалиција „ Снага сарадње“, „Мрежа Бранитељке људских права“.
Као бранитељке људских права чланице удружења „Жене за мир“ су и чланице Front Line Defenders и поседују њихову ID картицу. Једна од представница удружења је учествовала у прошлогодишњој Даблинској платформи у Даблину – 26 – 28.oktobar 2022. године. Удружење „Жене за мир“ било је једино које је тада представљало Србију и стање бранитељки и браниоца људских права. Циљ окупљања био је промоција рада на међународном плану, размена искуства и практичне препоруке. Такође, чланице су Мреже Европског женског лобија (EWL).
Од 2018. до 2021. године, након децентрализације Мрежe Женe против насиља, удружење „Жене за мир“ је била регионална канцеларија Регионалне Мреже ЈУГ коју чине 3 округа у Србији ( Јабланички, Нишавски и Пиротски округ).
Кроз програме прекограничне сарадње успоставиле су одличне односе  са Фондацијом П.У.Л.С. из Перника (Бугарска) са којом су до сада имале више пута сусрете и размену искустава из домена насиља у породици.
Годинама уназад успешно сарађују са многим организацијама – чланицама свих мрежа дајући подршку и учествујући у заједничким иницијативама и активностима.

## Активности
Сваке године активно су укључене у кампању мреже „Жене против насиља“ - "16 дана активизма за борбу против мушког насиља над женама." У оквиру кампање поред уличних перформанса реализују се и уличне акције, поделу промотивног материјала, трибине, ТВ емисије, гостовања у локалним медијима.
Јуна 2015. године, састанак Мреже „Жене против насиља“ је одржан у Лесковцу.
Кроз Мрежу “ Резолуција 1325 – Жене, мир и безбедност “ у сарадњи са Мисијом ОСЦЕ у Србији, већ две године спроводе програм: Примена НАП-а на локалном нивоу.
У 2021. години, у партнерству са Мисијом ОСЦЕ у Србији спроводе програм “Повећање учешћа жена у циљу смањења ризика од настанка катастрофа на територији Јабланичког округа” У оквиру пројекта „Учешће жена у смањењу ризика од катастрофа“ које је удружење Жене за мир из Лесковца реализовало уз подршку мисије ОЕБС-а у Србији, извршено је прикупљање  података о највећим проблемима и ризицима од елементарних непогода и других опасности у локалним заједницама, рангирани су ризици и одређена је рањивост и капацитети на нивоу локалних заједница. Такође, прикупљени су и предлози за побољшање постојећих планова за превенцију и реаговање као кључан део изградње отпорности заједнице. Циљ пројекта је повећано учешће цивилног друштва из Јабланичког округа у процесима реформе сектора безбедности у Србији кроз увођење родне перспективе као саставног деле концепта људске безбедности. Реализацијом овог пројекта произашао је Policy Paper.
На Локалном нивоу учествују у писању Локалних акционих планова.
2013. године учестовале су у изради нацрта Стратегије остваривања родне равноправности на подручју града Лесковца - Локални акциони план. Успоставиле су одличну сарадњу са Саветом безбедности града Лесковца.  Две чланице удружења су активне у радној групи за превенцију насиља у породици и учествовале су у изради Акционог плана 2018-2022. Једна од чланица руководи радном групом за безбедност рањивих група и родну равноправност која је израдила Акциони план за период 2016-2020. Једна од чланица руководи радном групом за безбедност рањивих група и родну равноправност која је израдила Локални акциони план за период 2018-2022.

### Протести и акције
Удружење „Жене за мир“ сваке године организује уличне акције поводом 16 дана активизма, обележава 29. новембар Међународни дан бранитељица и бранитеља људских права, Међународни дан жена 8. март учешћем на маршу у Београду, Међународни дан борбе против фемицида и друге важне датуме везане за женска људска права.
Неки од битнијих протеста и акција као и маршева на којима је учествовало удружење „Жене за мир“ су: „Све за мир, здравље и знање – Ништа за наоружање“ (марш који је одржан у Лесковцу 2016. године), транзициони спорови, учешће на суђењу Шкорпионима, Фестивал демократије – Млади агенти демократије, Кампања V-day – „Једна милијарда устаје против насиља над женама“ итд. „Жене за мир“ су дале јавну подршку Марији Лукић поводом судског процеса против Милутина Јеличића Јутке.

### Иницијативе
У 2014. години, израдиле су документарни филм „ Рајско перо“ који је приказан на локалним медијима.
18. маја 2016.године организовале су уличну акцију у знак сећања на жене жртве насиља у породици и против фемицида.
16 дана активизма у 2016. години, посветиле су уличним акцијама, као и прикупљању потписа - “ Петиција за проглашење 18. маја даном сећања на убијене жене жртве насиља“.
Од 25. новембра до 10. децембра. 2016. године, сваким радним даном од 12.00 -14.00 часова, прикупљале су потписе грађана у центру Лесковца где је био постављен штанд удружења.
Неколико година уназад  обележавају  14. фебруар “V- Day – Једна милијарда устаје у борби против насиља над женама". Кампања представља најмасовнији активистички покрет у историји међународне борбе против насиља над женама. Карактеришу је свима разумљиви и симболични плесни покрети којима се шаљу поруке против насиља над женама.

## Пројекти
Средином 2007. године, локална самоуправа је подржала њихов рад кроз програм Фонда за развој општине Лесковац и омогућила техничко опремање и увођење СОС телефонске линије за жене и децу жртве породичног насиља.
Крајем 2007. године уз подршку фондације „ Kvinna Till Kvinna“ ојачале су капацитете организације кроз програм „ Организацијска и техничка подршка“.
У 2007. години, долази до реализације програма са циљем подстицања младих на активно укључивање и деловање у друштву, под називом“ Промена креће од нас“, подржан од фондације Реконструкција женски фонд. 
Од 2008. – 2010. године, Kvinna Till Kvinna, је подржала програм „ Стоп насиљу над женама и децом“, у оквиру којег је почео да функционише , а и данас функционише СОС телефон за жене и децу жртве породичног насиља. У оквиру програма је редовно вођена и ревидирана база података и реализован је велики број правних, психотерапијских и здравствених консултација. У оквиру истог програма, реализовано је 17 панел дискусија на територији Јабланичког округа, на којима је учествовало 210 професионалаца – службеника полицијских управа, центара за социјални рад и здравствених установа. Такође је осмишљен и реализован едукативни програм за просветне раднике и стручне сараднике у 8 средњих школа. Овим едукативним програмом је обухваћено 227 учесника. Трећи сегмент насиља над женама и децом односио се на успостављање међуинституционалне сарадње на територији града Лесковца, с циљем пружања адекватне подршке женама и деци жртвама породичног насиља.
Почетком 2008. године, реализован је пројекат „ Мој избор је слобода“, подржан од стране фондације Реконструкција женски фонд. Пројекат подразумева серију радионица за оснаживање и подстицање младих људи да преузму одговорност и јасно изразе став у вези са друштвеним контекстом, а ради ширења и учвршћивања мировних и демократских вредности.
Крајем 2009. године, такође уз подршку фондације „Реконструкција женски фонд“, реализован је пројекат „ Стварајмо просторе за себе – мењајмо културне обрасце“. У оквиру пројекта организују радионице за жене на тему промена патријалхалног вредносног система, са посебним нагласком на моделе које васпитањем преносе на децу.
У току 2011. године, уз подршку фондације „ Kvinna Till Kvinna“,  реализовале су пројекат „ Упознај своја права, оснажи се, гради мир“. Два главна циља овог пројекта су била:
1. Сензибилизација, унапређење знања и вештина младих девојака да узму учешће у борби за женска права и живот без насиља;
2. Промоција мира, ненасиља, толеранције, солидарности и родне равноправности.
Одатле је произашла серија едукативних радионица у којима су користиле технике као што су: Играње улога, решавање проблема у малим групама, вежбе рангирања, „Мозгалице“, вежбе симулације, дискусија у групи и др. На радионицама је обрађено 10 тема: Род и пол; Женска права; Предрасуде и стереотипи; Дискриминација и обрнути свет; Асертивност; Насиље над женама и девојкама; Жене и сексуалност; Другачија моћ; Женска мировна политика и Жене и религија.
Током 2012. године, у неким од школа у којима су реализоване серије од 10 радионица, организовале су дебате на теме које су девојке саме одабрале а које су вођене пред публиком и жиријем који је имао задатак да оцени квалитет аргументације тимова који су дебатовали. Теме дебата су биле: Насиље над женама и девојкама, Насиље у породици и психичко насиље над женама.
У 2013. години, спровеле су ПИЛОТ истраживање ставова девојака према појавама које су последица родне неравноправности, уз очекивање да девојке које су биле обухваћене њиховим едукативним активностима у претходним годинама имају више знања о правима жена и да лакше препознају ситуације у којима се ова права не поштују. На основу резултата анкете, осмислиле су 3 радионице на теме за које се показало да су актуелне и за којима постоји потреба: Патријархат, дискриминација и права жена, Насиље у породици – Правни, психолошки и медицински аспект, сексуална и репродуктивна права.
У 2014. години, акценат је стављен на едуковање жена које су ангажоване у политици, њихово оснаживање и еманциповање у заједничким активностима.
Од јула месеца 2016. године, Министарство за рад, запошљавање, борачка и социјална питања, подржало је пројекат „Невидљива деца“ који се завршио марта месеца текуће године 2017.године. Пројекат је подразумевао индивидуални рад са децом од 5 – 14 година и њиховим мајкама, групни рад са децом, групни рад са мајкама. У 8 основних школа на територији града Лесковца, реализоване су трибине за учитеље, наставнике и стручне сараднике школа, на тему „ Психолошки проблеми одрастања у условима породичног насиља“.

## Услуге
Удружење „ Жене за мир“ поседује техничке капацитете за реализацију СОС телефонских позива. Простор има: просторије за вођење администрације, посебну просторију за пријем СОС телефонских позива, посебну просторију за обављање стручних консултација, интернет и телефонску линију са бројевима 016/ 237-300; 237-301, 237-302, као и мобилне телефоне 066/237-300, 066/237-301, 066/237-302. Такође, поседује и стручне капацитете – 10 обучених консултанткиња на СОС телефону са дугогодишњим искуством у овој области и стручњакиње из области психологије, социологије и права, које имају дугогодишње искуство у раду са женама жртвама породичног и партнерског насиља и децом из таквих породица.